# San-Martín-Canyon
Koordinaten: 66° 45′ S, 45° 59′ W
Der San-Martín-Canyon ist ein Tiefseegraben im antarktischen Weddell-Meer.
Benannt ist er seit dem Jahr 2000 nach dem argentinischen Eisbrecher ARA General San Martín, der seinerseits nach dem Unabhängigkeitskämpfer José de San Martín (1778–1850) benannt ist.